# League of Legends
League of Legends (česky Liga legend, zkráceně LoL) je počítačová hra žánru multiplayer online battle arena (MOBA). Vývojářem i hlavním distributorem je společnost Riot Games. Hra je určena pro operační systémy macOS a Windows. Inspirována byla módem Defense of the Ancients (DotA) hry Warcraft 3, společnosti Blizzard Entertainment. Byla oznámena dne 7. října 2008 a spuštěna 27. října 2009.
Pro snížení latence je světová herní populace rozdělena geograficky do 17 regionů, přičemž hráči z daného regionu jsou přednostně připojováni na místně příslušné servery. Většinu těchto serverů spravuje přímo Riot Games, jen čínský provozuje Tencent (od roku 2015 vlastník Riot Games) a několik v Jihovýchodní Asii Garena. Česko spadá pod server EU Nordic & East (EUNE). Při přihlášení je možnost si vybrat z mnoha jazyků a přemluv, včetně češtiny. Pro přehlednost jsou však zde uvedeny české i anglické termíny, neboť herní slang oba jazyky kombinuje.

## Charakteristika hry
Ve hře League of Legends hráč ovládá v jednom zápase jednoho šampiona s unikátními schopnostmi a bojuje spolu se svým týmem proti nepřátelskému týmu na jedné rozlehlé mapě. Cílem hry je zničit nepřátelský Nexus, což je velká stavba u základny protihráčů. Hra též může skončit i kapitulací jednoho týmu, a to po 15 minutách (4 z 5 musí kapitulovat) nebo po 20 minutách (4 z 5 musí kapitulovat). Jednotlivé zápasy trvají většinou 20–60 minut.
Šampioni v průběhu hry získávají zkušenosti a úrovně (experience, levels), díky čemuž si zpřístupňují a vylepšují schopnosti. Jedná se o hru typu Free to play – za reálné peníze lze přikoupit například tzv. skiny k postavám nebo samotné postavy, nelze jimi však žádným způsobem ovlivnit průběh hry a šanci na výhru.
Hráč si může zvolit jeden z několika herních režimů respektive map. Ty jsou v League of Legends pojmenovány Pole spravedlnosti (Fields of Justice). Pokud hráč právě nehraje, nachází se v lobby, kde si může nakupovat další hrdiny, balíčky, svazky a prohlížet si statistiky jiných hráčů, nebo pozorovat jejich hru.

## Popularita a sportovní soutěže
League of Legends byla jednou z nejhranějších počítačových her v historii, aktivní hráčská základna světově dosahovala nad 32 miliónů a počet registrovaných uživatelů více než 150 miliónů (statistiky z roku 2022), což je více než World of Warcraft v době svého největšího rozkvětu. Jelikož se jedná o hru se zaměřením na PvP (hráč vs hráč), poměrně brzy vznikla široká kompetitivní scéna. Díky podpoře od Riot Games, kteří pro druhou sezónu uvolnili 5 miliónů dolarů na ceny, a aktivnímu zapojení všech velkých organizátorů lig a turnajů patří League of Legends k největším elektronickým sportům v historii. Za rok 2013 Riot Games vydělalo víc než půl miliardy dolarů.
Profesionální hráči jsou ve většině případů schopni se poměrně pohodlně uživit aktivitami spojenými s hraním League of Legends. Nejlepší hráči jsou placeni organizacemi, které reprezentují. Mezi další příjmy patří především výhry z turnajů a výnos ze streamování. Mezi nejznámější hráče na světě patří například Andy „Reginald“ Dinh, zakladatel jedné z nejúspěšnějších progamingových organizací zabývajících se LoL – TSM (Team Solo Mid). Později se přidali i hráči z Asie, jako například Liu „Westdoor“ Shu-Wei (ahq e-Sports Club) a Lee „Faker“ Sang-hyeok (SK Telecom T1).
Popularita progamingu umožnila založení regionálních lig: NA LCS, EU LCS, LCK (Korea), LPL (Čína) a LMS (Tchaj-wan), ve kterých se nejlepší týmy pravidelně střetávají jako v tradičních sportech. Na konci každé sezóny se střetávají nejlepší týmy z regionálních lig na světovém šampionátu (anglicky World Championship/Worlds).
Jelikož je League of Legends rozděleno na regiony (pouze na velkých turnajích – Worlds, MSI, IEM se společně utkají hráči z celého světa), je někdy tedy velice obtížné poměřovat relativní sílu a kvalitu jednotlivých celků. Postavení regionů se často mění, ale již od třetí sezóny, tedy od roku 2013, dominovaly světové scéně týmy korejské ligy LCK.